# Менделеевы
Менделеевы — два независимых русских дворянских рода.

## Менделеевы (древний род)
Древний род тверских дворян, восходящий ко II половине XVII века и внесённый во II и VI части родословных книг Тверской губернии, а также (с 1842 г.) в родословную книгу Нижегородской губернии.

### Описание герба
Герб внесён в Часть 7 Общего гербовника дворянских родов Всероссийской империи, стр. 86:

В щите, разделённом на четыре части, посередине находится малый голубой щиток, в коем изображены золотой крест, над ним три пятиугольных золотых звезды, а внизу серебряная луна рогами вверх. В первой и четвёртой частях в красном поле видна в серебряных латах рука с саблей, выходящая из облака с левой стороны щита означенных. Во второй и третьей частях в зелёном поле на ленте означены два серебряных стремени и под ними подкова того же металла шипами вниз. Щит увенчан дворянским шлемом и короной со страусовыми перьями. Намёт на щите красного и зелёного цвета, подложенный золотом. Щит держат два льва.

### Представители рода
- Менделеев, Павел Павлович

## Менделеевы
Род потомков Ивана Павловича Менделеева (урожденного Соколова, 1783—1842), надворного советника и отца Д. И. Менделеева. Иван Соколов был сыном священника из Вышневолоцкого уезда и фамилию свою получил при окончании семинарии, по словам сына-ученого «так как он что-то выменял, как соседний помещик Менделеев менял лошадей и проч.» Эти Менделеевы внесены в 3-ю часть Родословной книги Саратовской губернии 30 мая 1825 г.
Представители рода:
- Менделеев, Иван Павлович (1783—1847)
  - Менделеева, Ольга Ивановна (1815—1866) — жена Николая Басаргина
  - Менделеев, Иван Иванович (1824—1962) - он что, 138 лет прожил?
  - Менделеев, Павел Иванович (1832—1902)
  - Менделеев, Дмитрий Иванович (1834—1907) — великий русский учёный, тайный советник.
    - Менделеев, Владимир Дмитриевич (1865—1898) — офицер Российского императорского флота, инженер-конструктор водомётов и фотограф.
    - Менделеева, Любовь Дмитриевна (1881—1939) — жена Александра Блока
    - Менделеев, Иван Дмитриевич (1883—1936)
    - Менделеев, Василий Дмитриевич (1886—1922) — русский инженер, создатель первого российского проекта танка
    - Менделеева, Мария Дмитриевна (1886—1952)